# 하네다 아이
하네다 아이(일본어: 羽田 あい, 1989년 9월 22일 ~ )는 일본의 배우 및 AV 배우다. 프라임 에이전시 소속으로, 도쿄도 출신이다. 2014년 4월 은퇴를 선언했다.

## 약력
2008년에 데뷔하였으며, 2010년 2월 18일 "예능인 하네다 아이 AVDebut"로 AV 데뷔하였다. 2011년 3월 7일 스카파! 성인방송대상에서 신인 여배우상을 수상하였다.